# Victoria Hislop
Pour les articles homonymes, voir Hislop.
Victoria Hislop (née Victoria Hamson), née le 8 juin 1959  à Bromley, est une femme de lettres anglaise.

## Biographie
Diplômée de littérature anglaise de St Hilda's College d'Oxford, elle a travaillé dans l'édition et les relations publiques avant de devenir romancière. Son premier roman, L’Île des oubliés, paru en 2005, a reçu le prix de la révélation littéraire en Grande-Bretagne. Traduit dans vingt-six pays, il s'est vendu à plus de deux millions d'exemplaires à travers le monde. Elle est l'épouse du journaliste et humoriste Ian Hislop.

## Œuvres traduites en français
À noter que Une dernière danse est le titre donné à The Return dans la séquence française, tandis que The Last Dance, traduit plus tard, est Une nuit en Crète.
- L'Île des oubliés, Paris, Les Escales, 2012, 432 p. (The Island, 2005, traduit de l'anglais par Alice Delarbre)
- Le Fil des souvenirs, Paris, Les Escales, 2013, 432 p. (The Thread, 2011, traduit de l'anglais par Alice Delarbre)
- Une dernière danse, Paris, Les Escales, 2014, 452 p. (The Return, 2008, traduit de l'anglais par Séverine Quelet)
- La Ville orpheline, Paris, Les Escales, 2015, 368 p. (The Sunrise, 2014, traduit de l'anglais par Alice Delarbre)
- Le Cœur d'Angeliki, nouvelle, Paris, Les Escales, 2015, 22 p. (« The Zacharoplasteion », 2012, traduit de l'anglais par Alice Delarbre). Nouvelle extraite du recueil The Last Dance and Other Stories et distribuée gratuitement à des fins promotionnelles.
- Une nuit en Crète, Paris, Les Escales, 2016, 144 p. (The Last Dance and Other Stories, 2012, traduit de l'anglais par Alice Delarbre)
- Cartes postales de Grèce, Paris, Les Escales, 2017, 512 p. (Cartes Postales from Greece, 2016, traduit de l'anglais par Alice Delarbre, photographies d'Alexandros Kakolyris)
- Ceux qu'on aime, Paris, Les Escales,  2019, 496 p. (Those Who Are Loved, 2019, traduit de l'anglais par Alice Delarbre)
- Cette nuit-là, Paris, Les Escales,  2021, 304 p. (One August Night, 2020, traduit de l'anglais par Alice Delarbre)
- L'Île de Maria, jeunesse, Paris, Gründ,  2022 (Maria's Island, 2021, traduit de l'anglais par Alice Delarbre, illustré par Gill Smith). Un conte pour enfants à partir de 10 ans d'après L'Île des oubliés.

## Adaptations
Son roman L’Île des oubliés a été adapté par la télévision grecque sous le nom To nisi (en grec Το Νησί) en une série de 26 épisodes diffusés en 2010-2011. Ce roman est ensuite adapté en bande dessinée sous le même titre L'Île des oubliés, scénarisé par Roger Seiter avec des dessins de Fred Vervisch, et publié en 2021.